# Furanosa

Beta{mida

Una furanosa és un sucre simple (monosacàrid) que conté cinc anells d'àtoms de quatre carbonis i un àtom d'oxigen. El seu nom deriva de la semblança amb el furan, però l'anell de la furanosa no té dobles enllaços.
Quan una aldohexosa forma una estructura cíclica de 6 membres es coneix sota el nom de piranosa, quan el cicle és de 5 membres (independentement que la molècula comptiam 6 carbonis), s'anomena furanosa.

## Propietats estructurals
L'anell de la furanosa és un hemiacetal cíclic d'una aldopentosa o un hemicetal cíclic d'una cetohexosa.
Tant les piranoses com les furanoses poden tenir isòmers a i b. Les piranoses poden adquirir la configuració de bot o de cadira, com també el ciclohexà. Les furanoses al contrari, tenen una configuració planar en l'espai.

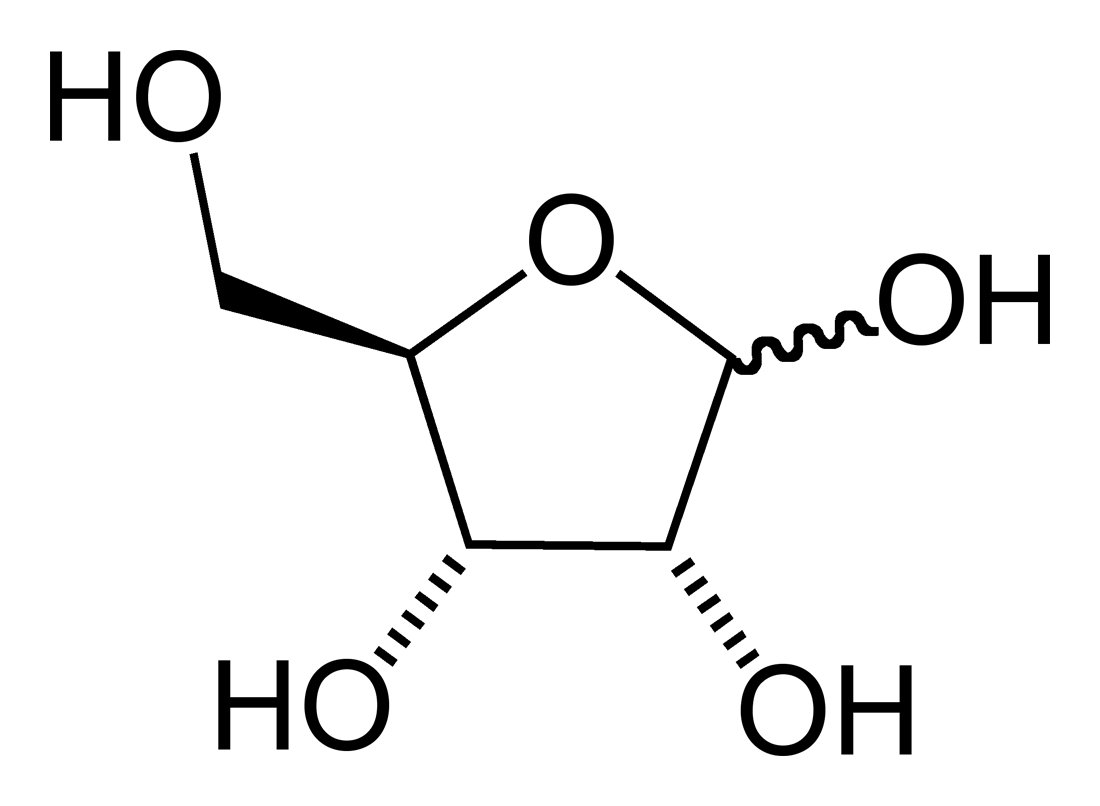
L'estructura química de la ribosa en la seva forma furanosa. L'enllaç onejantindica una mescla de β-ribofuranosa i α-ribofuranosa.